# Шаттинское сельское муниципальное образование
Шаттинское сельское муниципальное образование — сельское поселение в Кетченеровском районе Калмыкии. Административный центр - посёлок Шатта.

## География
СМО расположено в южной части Кетченеровского района в пределах Прикаспийской низменности. Климат резко континентальный – лето жаркое и очень сухое, зима малоснежная, иногда с большими холодами.
Шаттинское СМО граничит на западе с Оватинским СМО Целинного района и Кегультинским СМО Кетченеровского района, на севере - с Ергенинским СМО, на востоке - с Алцынхутинским СМО Кетченеровского района, на юго-востоке - с Чилгирским СМО Яшкульского района, на юге - с Ялмтинским и Бага-Чоносовским СМО Целинного района.

## Население
| 2002 | 2010 | 2011 | 2012 | 2013 | 2014 | 2015 |
| ---- | ---- | ---- | ---- | ---- | ---- | ---- |
| 826  | ↘812 | ↘809 | ↘778 | ↘760 | →760 | ↘740 |
| 2016 | 2017 | 2018 | 2019 | 2020 | 2021 |      |
| ↘732 | ↘718 | ↗722 | ↘712 | ↘703 | ↘657 |      |

Население СМО (на 01.01.2012 г.) составляет 778 человек. Большая часть населения (свыше 89 %) проживает в посёлке Шатта. Плотность населения в СМО составляет 1,19 чел./км². Из общего количества населения – 0,78 тыс. чел., население моложе трудоспособного возраста составляет 0,16 тыс. чел., (20,9 %), в трудоспособном возрасте – 0,46 тыс. чел. (59,8 %), старше трудоспособного возраста – 0,14 тыс. чел. (19,1 %). Соотношение мужчин и женщин составляет, соответственно, 53,9 % и 46,1 % (преобладает мужское население). Национальный состав: калмыки – около 85,0 %, русские – около 10,0 %, другие национальности – около 5,0 %.

## Состав сельского поселения
| № | Населённый пункт | Тип населённого пункта          | Население |
| - | ---------------- | ------------------------------- | --------- |
| 1 | Байр             | посёлок                         | →52       |
| 2 | Низовый          | посёлок                         | ↘28       |
| 3 | Шатта            | посёлок, административный центр | ↘698      |

## Экономика
Основной отраслью экономики поселения является сельское хозяйство. На территории СМО расположено сельскохозяйственное предприятие ГУП «Шатта», также хозяйственную деятельность (сельскохозяйственное производство) со специализацией на животноводстве (преимущественно) и растениеводстве в СМО ведут 10 КФХ и 39 ЛПХ.